# Guaraní (departement)
Guaraní is een departement in de Argentijnse provincie Misiones. Het departement (Spaans:  departamento) heeft een oppervlakte van 3.305 km² en telt 57.818 inwoners.

## Plaatsen in departement Guaraní
- El Soberbio
- San Vicente